# Arena Shaiba

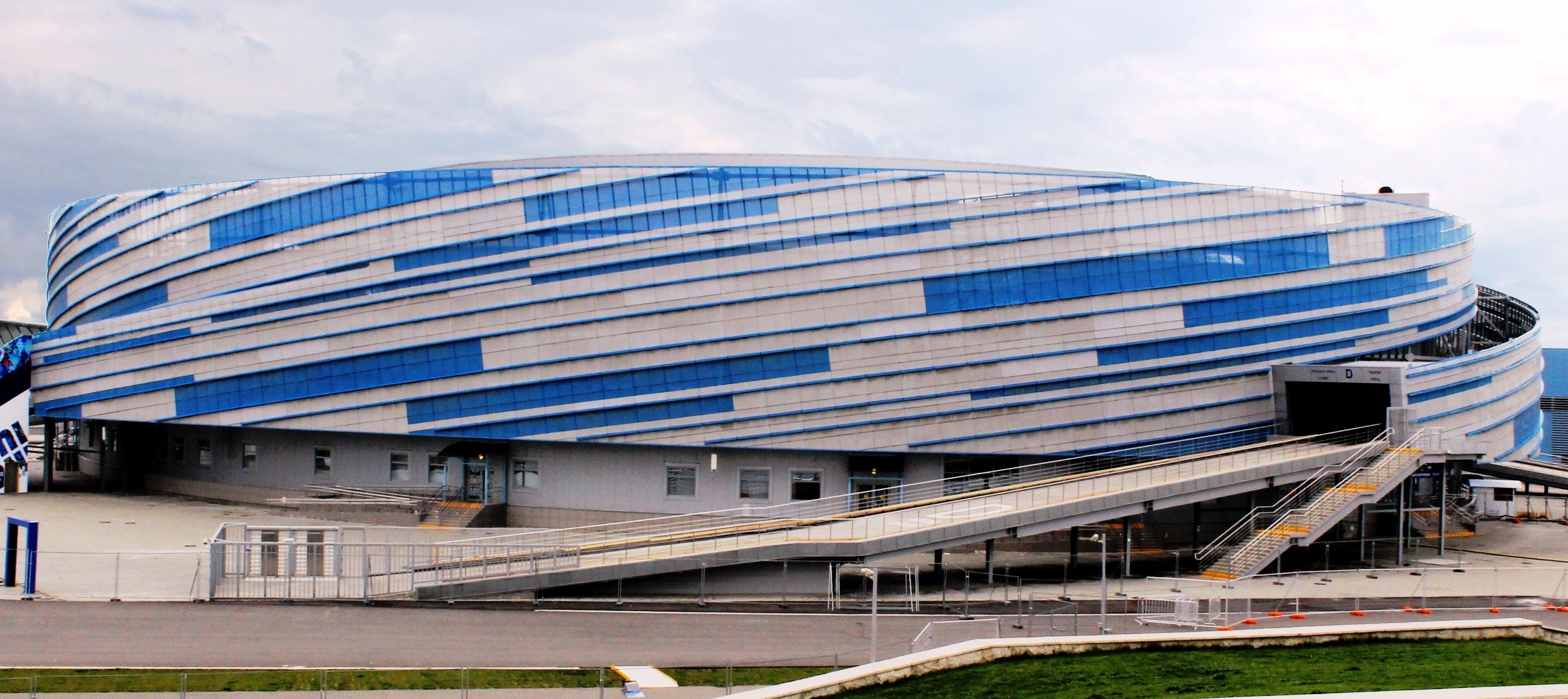
Arena Shaiba

La Arena Shaiba (en ruso, Ледо́вая Аре́на Шайба, Ledovaya Arena Shaiba), también conocida como Palacio de Hielo Maly (en ruso, Малый ледовый дворец, Maly ledovy dvorets, es decir, Palacio Pequeño de Hielo), es un pabellón deportivo en Sochi (Rusia), sede de las competiciones de hockey sobre hielo en los Juegos Olímpicos de 2014.
Está ubicado en el Parque Olímpico del distrito de Adler, en la parte sudeste de Sochi, a pocos metros del Estadio Olímpico.
El pabellón, que cuenta con una capacidad de 7.000 espectadores, tiene forma de un rectángulo redondeado. Su fachada está recubierta con una capa de material plástico a base de tiras alargadas de color gris y azul.
- Datos: Q2389693
- Multimedia: Shayba Arena / Q2389693